# Алиев, Габиль Мустафа оглы
Габиль Мустафа оглы Алиев (азерб. Habil Mustafa oğlu Əliyev; 28 мая 1927 года, село Учковах Агдашский район, ЗСФСР, СССР — 8 сентября 2015 года, Азербайджан) — советский и азербайджанский кеманчист, активный пропагандист кеманчи, народный артист Азербайджанской ССР (1978). Именем Габиля Алиева названа музыкальная школа в городе Агдаш, Азербайджан.

## Биография
Родился в 1927 году и уже с семи лет начал заниматься музыкой с известным преподавателем мугама Ахмедом Агдамским. В трудные годы Великой Отечественной войны, после ухода на фронт старшего брата, фактически стал кормильцем семьи, совмещая учёбу в музтехучилище с исполнением музыкальных произведений на кеманче в стенах Агдашского Драматического Театра. В 1952 году поступил в Бакинскую музыкальную школу имени Асефа Зейналлы.
В 1962 году состоялась премьера телевизионного выступления Габиля Алиева на Азербайджанском Гостелерадио. Первые зарубежные гастроли Габиля Алиева состоялись в Великобритании, где он аккомпанировал Рашиду Бейбутову и Тамаре Синявской. Эти выступления произвели ошеломляющий эффект, а британская пресса со слов мэра Глазго Гарриссона окрестила Габиля Алиева «азербайджанским Паганини». В последующие годы гастролировал в Тунисе, Швейцарии, Голландии, Сирии, США, Турции, Германии, Индии, Франции, Иране, Пакистане, Японии, Греции, Италии, где исполнял на кеманче мугам и народные азербайджанские песни. В США, Франции, Японии, Греции и Италии выпущены авторские альбомы Габиля Алиева.
Пять музыкальных образцов мугама в исполнении корифеев азербайджанского мугамного исполнительства — Бахрама Мансурова, Ахсана Дадашева, Габиля Алиева, Хан Шушинского вошли в коллекцию пластинок «Антологии традиционной музыки мира», подготовленную по заказу ЮНЕСКО Международным институтом сравнительных исследований в Берлине в 1979 году.
Во время визита президента Ирана Рафсанджани в Баку, для него хотели организовать торжественный концерт, но он выразил желание послушать только Габиля Алиева.

## Высказывания
Муслим Магомаев:
«Лучшему народному музыканту Азербайджана Габилю Алиеву желаю столько добра, сколько он принес счастья людям своим творчеством. Вспоминая наши гастроли за рубежом, никогда не забуду нескончаемый грохот оваций после звуков его кяманчи».
Гейдар Алиев:
 «…Музыкантов много, а таких, как ты, нет, ты не сравнивай себя с другими, твой талант уникален…».

## Дискография
- Grands Maitres. Париж, англ. Grand Masters.
- Чудеса Габиля Алиева. Баку, азерб. Habil Əliyev Möcüzəsi
- Память предков. Баку, азерб. Babalarımızın Yadigarı
- Габиль. Кяман. Баку, азерб. Habil. Kəman.

## Награды
- Орден «Независимость» (19 октября 2007) — за большие заслуги в развитии азербайджанской музыкальной культуры[5]
- Орден «Слава» (28 мая 1997)
- Народный артист Азербайджанской ССР (11 января 1978)[6]
- Заслуженный артист Азербайджанской ССР (29 июня 1964)
- Персональная стипендия Президента Азербайджанской Республики (11 июня 2002)[7]

## Видеоссылки
- Gynai Alec feat. Habil Aliyev — We Laugh At Your Life
- Habil Aliyev. Kamancha. Azerbaijan.کمانچه. Sari Koynek
- Habil Aliyev. Sarı Gelin.